# 품퍼니켈
품퍼니켈(독일어: Pumpernickel)은 독일의 통호밀빵이다. 베스트팔렌 지역에서 처음 만들어졌으며, 베르기셰스란트에서는 "흑빵"이라는 뜻의 슈바르츠브로트(독일어: Schwarzbrot)로 불린다. 독일의 빵 가운데서도 색이 가장 어두운 편에 속하며, 거칠게 간 호밀가루와 호밀쌀로 만들어 굽지 않고 찌기 때문에 질감은 단단하면서 촉촉하다. 또한 단맛이 나며, 신선도가 오래 유지된다.

## 특징
품퍼니켈은 독일의 베스트팔렌 지역과 오랜 연관이 있으며, 인쇄물에는 1450년에 처음 기록되었다. 이 기록이나 다른 초기 기록에 등장하는 빵이 지금 품퍼니켈로 알려진 것과 정확히 일치하는지는 확실하지 않으나, 베스트팔렌 품퍼니켈은 거칠게 간 호밀가루를 쓰고 아주 긴 시간 동안 굽는다는 점에서 다른 빵과 구분되며, 이러한 조리법 때문에 특징적인 검은 색이 나게 된다. 다른 전통적인 호밀빵과 마찬가지로 품퍼니켈도 전통적으로 사워도를 이용해 만들며, 이때 산 성분이 호밀 아밀레이스를 중화해 반죽의 형태가 유지된다. 판매되는 품퍼니켈은 여기에 더해 구연산이나 젖산을 넣어 생산하기도 하며, 사워도를 아예 사용하지 않고 효모와 구연산, 젖산만 사용하여 생산하기도 한한다.
독일의 전통 품퍼니켈은 착색제를 넣지 않고, 마이야르 반응을 통해 짙은 갈색과 다크 초콜릿 또는 커피의 달콤한 향미, 그리고 구수한 향을 이끌어 낸다. 이를 위해서는 빵을 뚜껑이 달린 길고 좁은 틀에 넣고 낮은 온도(120 °C 정도)에서 16~24시간 동안 구워야 한다. 프랑스의 팡드미와 마찬가지로 베스트팔렌 품퍼니켈은 빵 껍질이 거의 없거나 아예 없다.
북아메리카에서 대량생산되는 품퍼니켈은 밀가루를 첨가하는 경우가 많으며, 전통 독일식 품퍼니켈과 비슷한 색을 내기 위해 당밀, 커피, 코코아 가루가루 등을 착색제로 사용하는 경우가 많다.

## 같이 보기
- 갈색빵